# Venta Nueva
Venta Nueva är en ort i Spanien.   Den ligger i provinsen Provincia de Granada och regionen Andalusien, i den södra delen av landet, 400 km söder om huvudstaden Madrid. Venta Nueva ligger 499 meter över havet och antalet invånare är 763.
Terrängen runt Venta Nueva är kuperad västerut, men österut är den platt. Venta Nueva ligger nere i en dal. Runt Venta Nueva är det ganska glesbefolkat, med 36 invånare per kvadratkilometer. Närmaste större samhälle är Huétor-Tájar, 1,7 km nordväst om Venta Nueva. Trakten runt Venta Nueva består till största delen av jordbruksmark.